# Emmanuel Kipchirchir Mutai
Emmanuel Kipchirchir Mutai (ur. 12 października 1984) – kenijski długodystansowiec specjalizujący się w maratonach. W 2007 roku zwyciężył w Maratonie Amsterdamskim. W 2009 roku zdobył srebrny medal na mistrzostwach świata w Berlinie. W 2011 triumfował w maratonie londyńskim. Zajął 17. miejsce podczas biegu maratońskiemu w trakcie trwania igrzysk olimpijskich w Londynie (2012).

## Rekordy życiowe
- półmaraton – 59:52 (2011)
- bieg maratoński – 2:03:13 (2014)